# Танатология (философия)
Русская философская танатология, или просто танатология — движение в русской философии, посвящённое анализу смерти (танатоса). Необходимо отличать этот проект от более раннего естественно-научного междисциплинарного проекта по изучению смерти — естественно-научной танатологии.

## Альманах «Фигуры Танатоса»
В начале 1990-х годов существовала Ассоциации танатологов Санкт-Петербурга, впоследствии реорганизованная в Санкт-Петербургское общество танатологических исследований (в составе Центра современной философии и культуры Российского гуманитарного института СПбГУ, рук. М. С. Уваров).
Ассоциации танатологов Санкт-Петербурга при участии Санкт-Петербургского отделения Института человека РАН издавало альманах «Фигуры Танатоса» — непериодическое философско-культурологическое издание, выходившее в Санкт-Петербурге с 1991 года под редакцией А. В. Демичева и М. С. Уварова. Всего вышло шесть выпусков, и согласно сайту anthropology.ru, в настоящее время идёт работа над седьмым номером, посвященным проблеме самоубийства, который будет издан под эгидой Санкт-Петербургского общества танатологических исследований. Для названия альманаха послужил образ греческого бога смерти Танатоса.

### Полный список номеров альманаха «Фигуры Танатоса»
- Фигуры Танатоса. № 1: Символы смерти в культуре. СПб: изд-во СПбГУ, 1991. 213 с.
- Фигуры Танатоса. № 2: Философские размышления на тему смерти. СПб: изд-во СПбГУ, 1992. 295 с.
- Фигуры Танатоса. № 3, специальный выпуск: Тема смерти в духовном опыте человечества. Материалы первой международной конференции, С.-Петербург, 2-4 ноября 1993 г. СПб.: изд-во СПбГУ, 1993. 108 с.
- Фигуры Танатоса. № 4: Искусство умирания. СПб.: изд-во СПбГУ, 1998. 220 с.
- Фигуры Танатоса. № 5, специальный выпуск: Тема смерти в духовном опыте человечества. Материалы второй международной конференции, С.-Петербург, 12-15 ноября 1995 г. 162 с.
- Фигуры Танатоса. № 6. Кладбище. СПб., 2001